# باتريك إدي
باتريك إدي (27 ديسمبر 1967 في الولايات المتحدة - ) (بالإنجليزية: Patrick Eddie)‏ هو لاعب كرة سلة أمريكي في مركز الوسط. لعب مع نيويورك نيكس.

## وصلات خارجية
- باتريك إدي على موقع إن بي أي (الإنجليزية)
- باتريك إدي على موقع سبورتس رفرنس (الإنجليزية)
- باتريك إدي على موقع كلية كرة السلة في سبورتس رفرنس.كوم (الإنجليزية)
- باتريك إدي على موقع ريلجم (الإنجليزية)
- باتريك إدي على موقع بروبوليرز (الإنجليزية)